# Formica fossaceps
Formica fossaceps är en myrart som beskrevs av William F. Buren 1942. Formica fossaceps ingår i släktet Formica och familjen myror. Inga underarter finns listade i Catalogue of Life.

## Bildgalleri

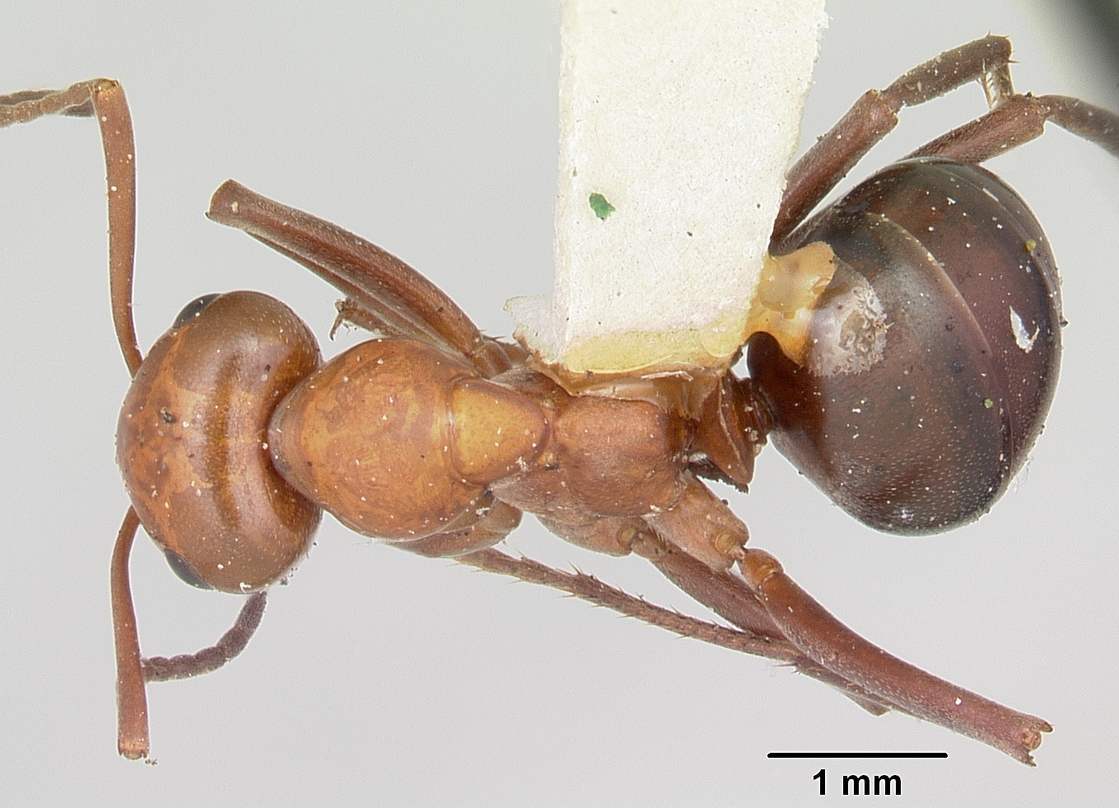
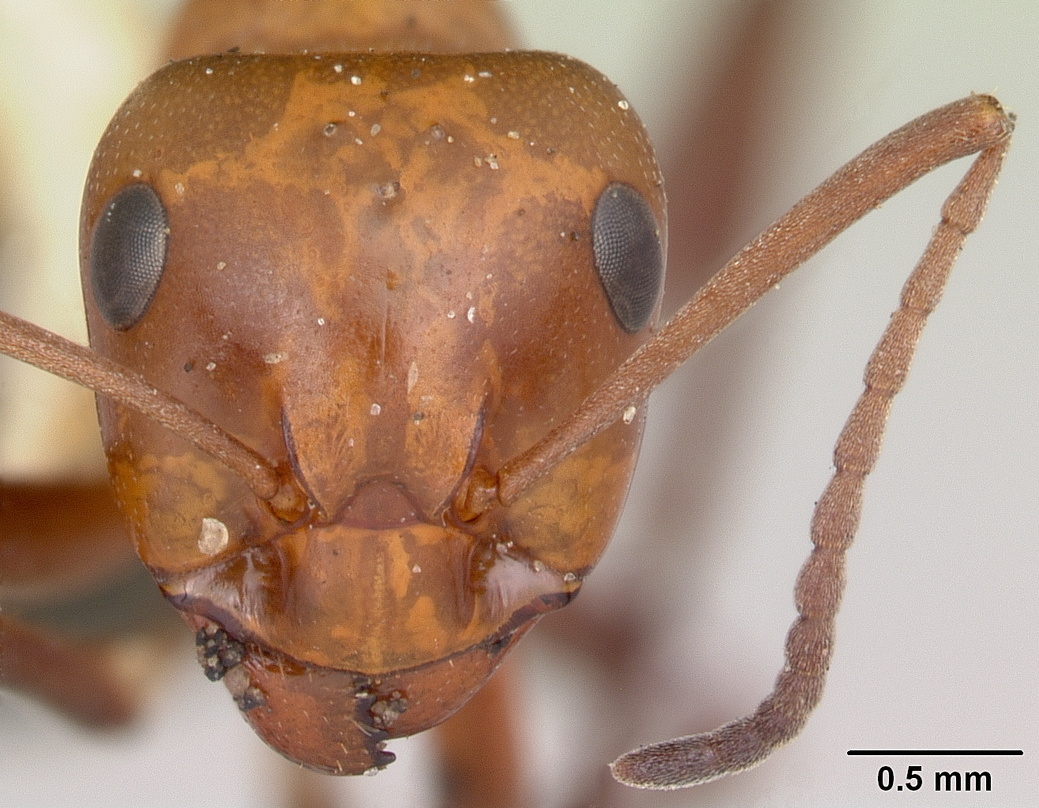
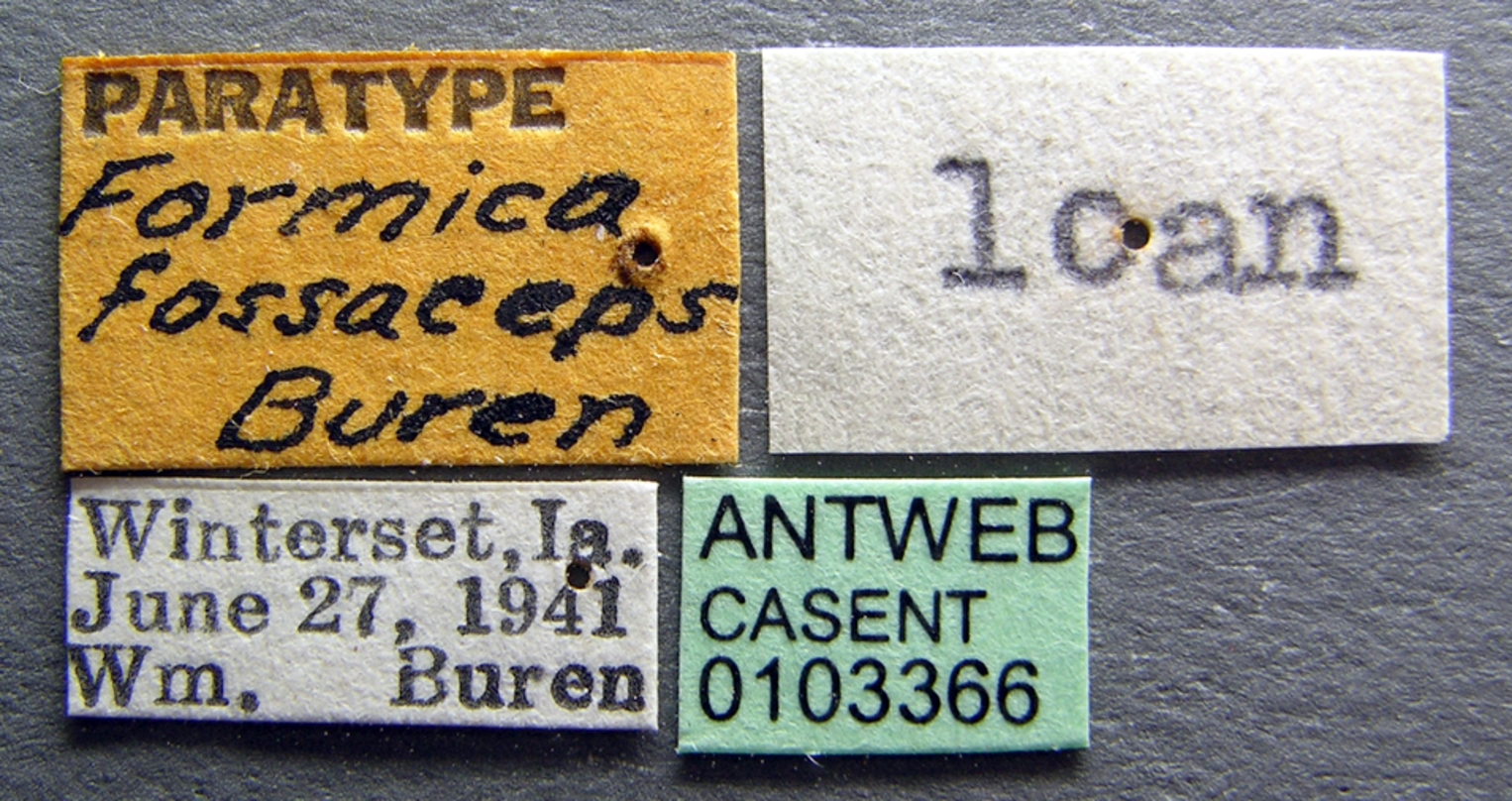
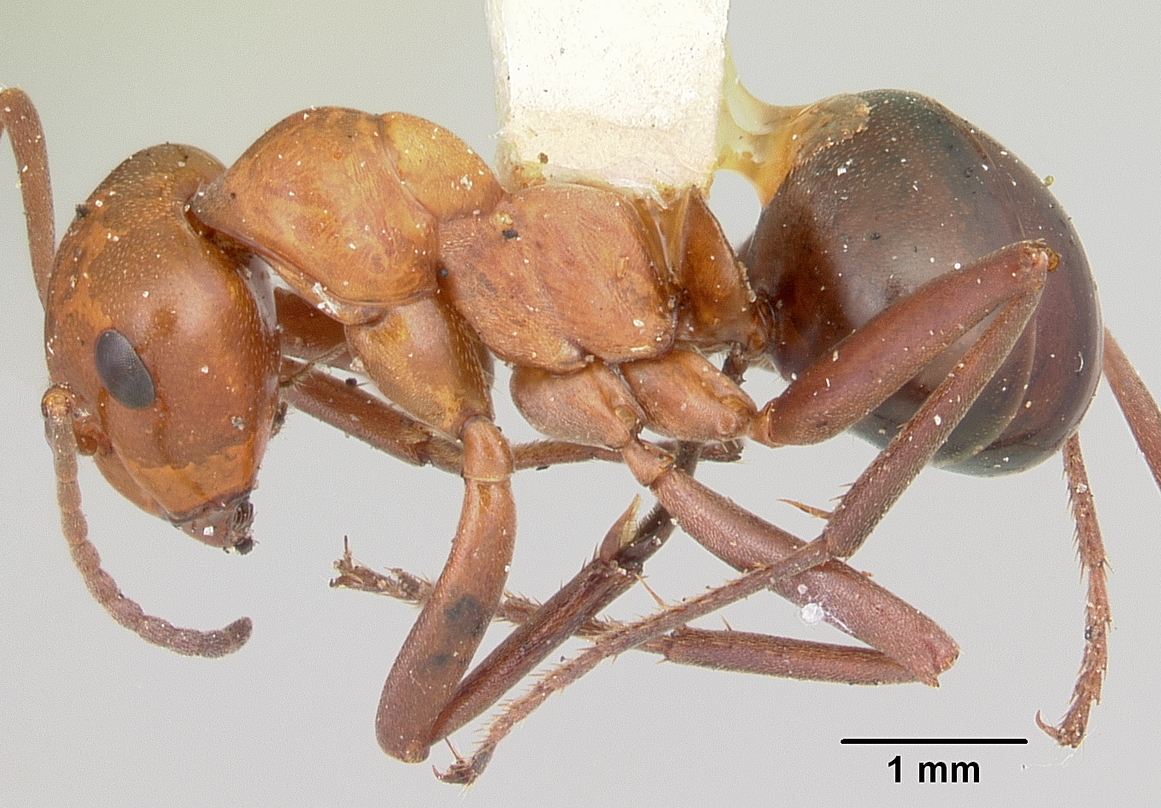
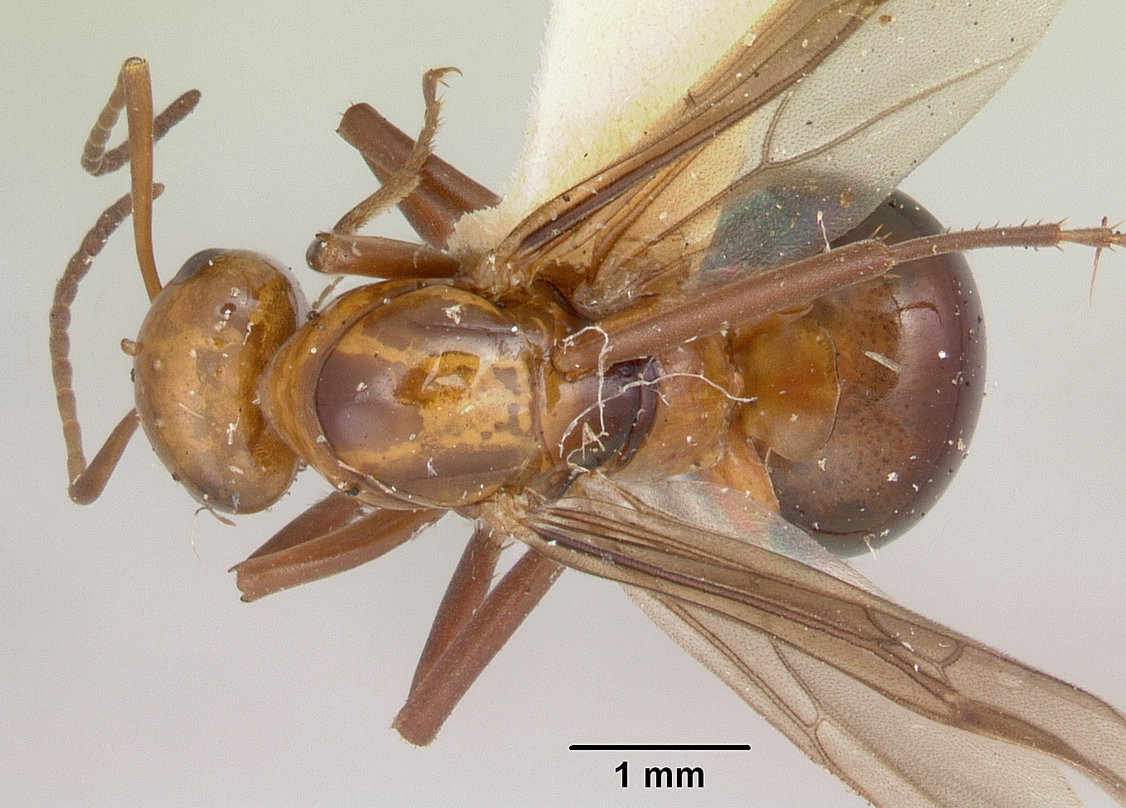
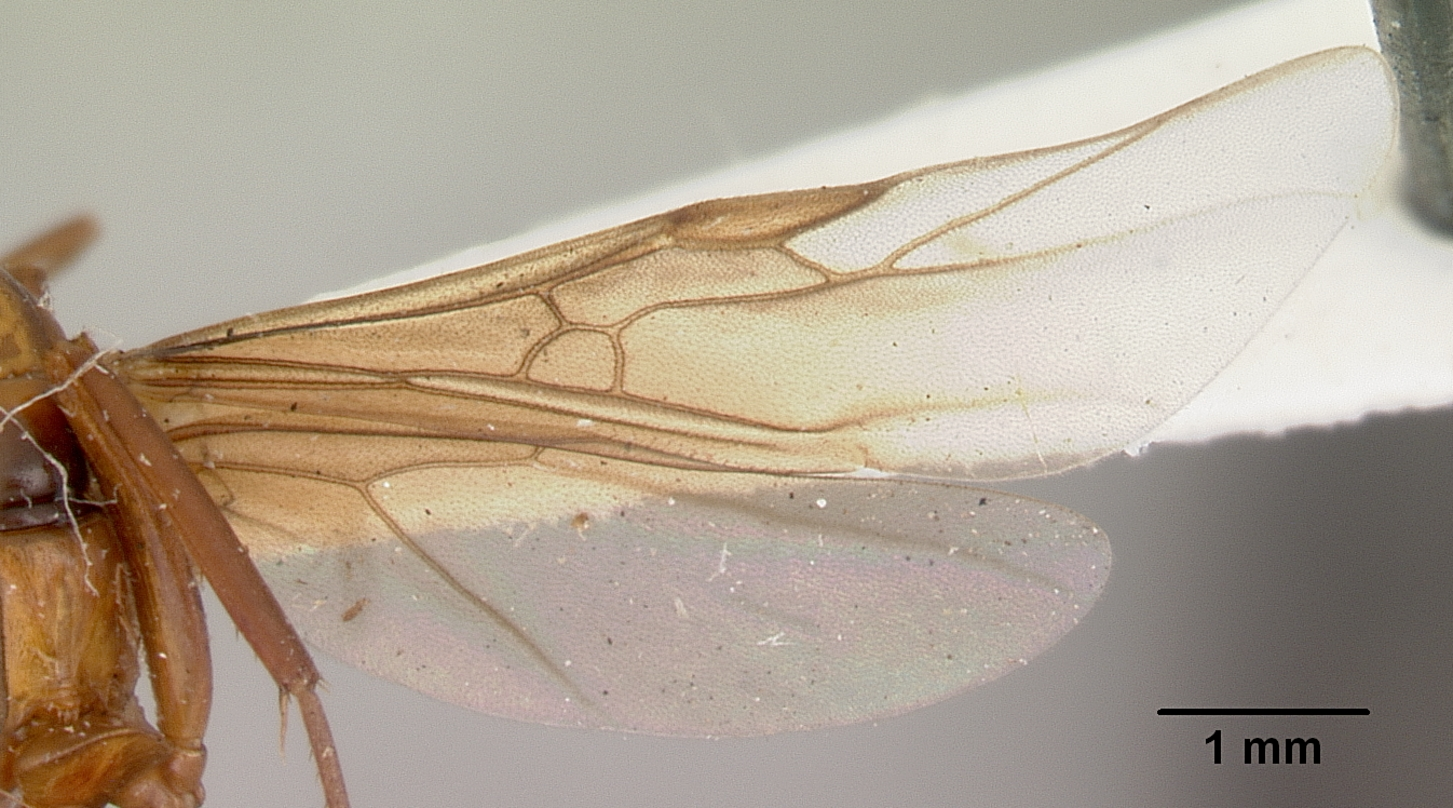